# Storbergets naturskogs naturreservat
Storbergets naturskogs naturreservat är ett marint naturreservat i Örnsköldsviks kommun i Västernorrlands län.
Området är naturskyddat sedan 2024 och är 152 hektar stort. Reservatet ligger vid gränsen mot Västerbottens län och består i huvudsak av tallnaturskog med gammal höghöjdsgranskog på toppen av berget och några mindre våtmarker längre ner.